# NGC 3599
NGC 3599 ist eine linsenförmige Galaxie vom Hubble-Typ S0 im Sternbild Löwe auf der Ekliptik. Sie ist schätzungsweise 35 Millionen Lichtjahre von der Milchstraße entfernt.
Das Objekt wurde am 14. März 1784 von Wilhelm Herschel entdeckt.